# Andrzej Stojowski
Andrzej Stojowski (ur. 29 marca 1933 we Lwowie, zm. 3 stycznia 2006 w Warszawie), właściwie Andrzej Jordan-Stojowski – polski prozaik, autor powieści i opowiadań historycznych.

## Życiorys
Pochodził ze starej ziemiańskiej rodziny herbu Trąby (herb szlachecki). Po matce był wnukiem hr. Jana Potockiego, potomkiem Ksawerego Działyńskiego. Studiował historię sztuki na Uniwersytecie Jagiellońskim. Był redaktorem w Państwowym Instytucie Wydawniczym. W swoich opowiadaniach często czerpał z prawdziwych historii swojej licznie rozgałęzionej rodziny.

## Twórczość
- Podróż do Nieczajny. Opowiadania leodyjskie wyd. Czytelnik 1968
- Romans polski, wyd. Czytelnik, Warszawa 1970;
- Chłopiec na kucu, wyd. Czytelnik, Warszawa 1971;
- Kareta, wyd. Czytelnik, Warszawa 1972
- Zamek w Karpatach: Opowiadania i zmyślenia wyd. Czytelnik, Warszawa 1973
- Carskie wrota, wyd. Czytelnik, Warszawa 1975;
- Kanonierka wyd. Czytelnik, Warszawa 1978;
- W ręku Boga wyd. Puls, Londyn 1997.